# Porcellium pieperi
Porcellium pieperi är en kräftdjursart som beskrevs av Helmut Schmalfuss1984. Porcellium pieperi ingår i släktet Porcellium och familjen Trachelipodidae. Inga underarter finns listade i Catalogue of Life.